# Latin Vox Machine
Latin Vox Machine (abreviado como LVM) es una orquesta y proyecto sinfónico. En el año 2017, el productor y compositor, Omar Zambrano,  funda la agrupación compuesta principalmente por músicos migrantes, desplazados y refugiados venezolanos, radicados en Buenos Aires, Argentina. En la actualidad, la agrupación está integrada por más de 150 artistas de distintas nacionalidades. Desde el año 2018 cuenta con Enmanuel González, como su director musical titular.

## Historia
La orquesta sinfónica “Latin Vox Machine” fue creada en el año 2017 en Buenos Aires, por el músico, productor, compositor, y realizador venezolano, Omar Zambrano, quien unió a 35 músicos venezolanos que se dedicaban a tocar en el subterráneo y lugares públicos de la ciudad porteña. Zambrano, junto a un grupo de colaboradores conformado por venezolanos y argentinos formó la agrupación.
El 27 de diciembre de 2017, la orquesta realizó su primera presentación pública con el Concierto de Fin de Año, efectuado en el Círculo de Suboficiales de la Policía Federal de Buenos Aires.
El 9 de octubre de 2018 en el marco de su primer aniversario, la agrupación presentó su primer gran concierto, Pasión Sin Fronteras en el Teatro del Globo, cuyo repertorio estuvo conformado por la Sinfonía n.º 9 en mi menor, Op. 95 (1893), también conocida como la Sinfonía del Nuevo Mundo de Antonín Dvořák.
El 11 de diciembre de 2018, en conjunto con la agencia del Alto Comisionado de las Naciones Unidas para los Refugiados (ACNUR), ofrecen el concierto Música para Nuestro Hogar en el Teatro Coliseo.
El 31 de mayo de 2019, Latin Vox Machine lleva a cabo el recital Venezuela Sinfónica en el Anfiteatro “Eva Perón” del Parque Centenario, concierto gratuito y abierto al público, realizado en colaboración a la Organización Internacional para las Migraciones (OIM), destinado a enaltecer la música venezolana y brindar un mensaje de agradecimiento a la comunidad argentina.
El 20 de junio de 2019, en conjunto con ACNUR, la orquesta presenta el Concierto por el Día Mundial del Refugiado, evento realizado en la Sala Sinfónica del Centro Cultural Kirchner y transmitido en vivo por la Televisión Pública Argentina a todo el país.
El 22 de diciembre de 2019, se presenta por primera vez en la Avenida Corrientes de la ciudad de Buenos Aires, en el Teatro Ópera con el concierto Navidad Sin Fronteras. Con la conducción de los periodistas argentinos, Carolina Amoroso y Joaquín Sánchez Mariño, con repertorio musical totalmente venezolano.
A finales de marzo de 2020, en medio de la cuarentena decretada en Argentina como medida para detener el avance del COVID-19 en el país, el proyecto sinfónico se vuelca a las redes sociales, compartiendo trabajos audiovisuales realizados por los mismos músicos desde sus hogares, con la asistencia del equipo de producción, en medio del aislamiento social decretado por orden presidencial. Con el tema Algo esta pasando  escrito a pedido de LVM, por la cantante Lucia Montanari, el proyecto inicia un nuevo ciclo que los lleva a crear de forma remota, diferentes videoclips, algunos con temas propios y otros con nuevas versiones de piezas previamente interpretadas en sus presentaciones. 
En mayo de 2020, LVM se une a otras agrupaciones y músicos de diferentes países de las Américas, para interpretar una nueva versión de Algo está pasando, en una iniciativa propuesta por la Plataforma de Coordinación para Refugiados y Migrantes de Venezuela, "R4V", la cual manejan de forma conjunta ACNUR y OIM. En el encuentro, participaron un total de 50 músicos venezolanos radicados en Argentina, Brasil, Canadá, Chile, Colombia, República Dominicana, México, Panamá, Paraguay, Perú y Uruguay. 
El mismo mes, el proyecto musical fue invitado por la Delegación la Unión Europea en Argentina, para participar en las actividades conmemorativas del Día de Europa, realizadas vía digital. Para la celebración del 70 aniversario de la Unión Europea, la orquesta fue la encargada de interpretar el Himno Europeo, la Oda a la Alegría, extraída de la novena sinfonía de Ludwig Van Beethoven y letra del poeta Friedrich Von Schiller.
El 20 de junio de 2020, en conmemoración del Día Mundial de los Refugiados, la orquesta estrena su propia versión de With a Little Help from My Friends  escrito originalmente por John Lennon y Paul McCartney, con arreglos corales de Deke Sharon.
El 22 de noviembre de 2020, en el marco del Día Mundial de la Música, Fundación ACNUR realizó el Concierto con los Refugiados vía streaming, con motivo de homenajear la resiliencia de quienes fueron forzados a dejar su tierra, y para celebrar la solidaridad a través de la música. La agrupación compartió escenario con Pedro Aznar, Natalie Pérez y Connie Isla.
El 30 de julio de 2021 Latin Vox Machine lanza su primera producción discográfica El Principito Sinfónico, inspirada en la novela corta El principito de Antoine de Saint-Exupéry, el álbum se compone de 15 obras con música original de Omar Zambrano y Joram Betancourt, bajo la dirección de Enmanuel González y con arreglos de Juan Pablo Correa, Francisco Duque y Pablo Motta. El álbum fue producido y grabado durante la flexibilización de la cuarentena en Buenos Aires, Argentina entre 2019 y 2021.
El 6 de noviembre de 2021, la orquesta estrena al público su primer musical El Principito Sinfónico en el Movistar Arena de Buenos Aires, con el apoyo de la Agencia de la ONU para los Refugiados (ACNUR) y la Organización Internacional para las Migraciones(OIM), Naciones Unidas Argentina, UNICEF, Embajada de Canadá, Embajada de Francia y la Agencia de Cooperación Española.
El 22 de agosto de 2022, la orquesta celebra su aniversario con la segunda edición de Música para nuestro hogar con el apoyo de la agencia del Alto Comisionado de las Naciones Unidas para los Refugiados (ACNUR).
El 28 de noviembre de 2022, la orquesta participa en el Concierto con los Refugiados, compartiendo escenario con Abel Pintos, Fabiana Cantilo, Juan Carlos Baglietto, Lito Vitale y Fernando Ruíz Díaz. 
El 29 de abril de 2023 la agrupación se presenta en el Buenos Aires Celebra edición Venezuela junto con las agrupaciones D'kumana, Tambor Palenke, A Pura Voz, Los Gaiteros de CABA, Rumbarepa, Gaitason y la orquesta La Explosiva, el evento contó con una participación de más de 40 mil personas. En la misma fecha Latin Vox Machine lanza su sencillo titulado "Buenos Aires".

## Premios y Reconocimiento
- El 15 de abril de 2019, en el Senado de La Nación Argentina, Latin Vox Machine recibió la Bandera de la Paz y el título de Embajadores de Paz, por el Movimiento Internacional Pacifista, Asociativo y Solidario, Mil Milenios de Paz. La orquesta conformada por músicos venezolanos,[24] argentinos, colombianos, chilenos, ecuatorianos, peruanos, bolivianos, salvadoreños, uruguayos y sirios, recibió la mencionada distinción basándose en su labor artística y cultural, en la difusión de valores relacionados con la solidaridad y sana convivencia entre personas de distintos países.
- El 26 de octubre de 2020, fue ganador  en la octava edición de los Pepsi Music, en la categoría Mejor Vídeo de Música Clásica, por el videoclip del tema "Fantasía Criolla", grabado durante su concierto en el Parque Centenario de Buenos Aires, en mayo de 2019, y el cual cuenta con la participación especial del músico, Israel Portillo. El tema original, es autoría del compositor venezolano, José Calabrese.[25]
- El 30 de junio de 2021, es ganadora del concurso de Buenas Prácticas de la ONU con el apoyo de la Agencia Española de Cooperación Internacional para el Desarrollo y la Organización Internacional para las Migraciones (OIM), por su proyecto El Principito Sinfónico.[26]

## Conciertos
| Año  | Concierto                                                     | Lugar                                                    | Director(es)                                     | Solista(s) |
| ---- | ------------------------------------------------------------- | -------------------------------------------------------- | ------------------------------------------------ | --- |
| 2018 | Pasión Sin Fronteras                                          | Buenos Aires, Teatro del Globo                           | Juan Pablo Correa, Alejandro Parra y Jooyong Ahn | Isa Ramos |
| 2018 | Música para Nuestro Hogar (ACNUR)                             | Buenos Aires, Teatro Coliseo                             | Juan Pablo Correa, Pablo Motta, Jesús Parra      | Isa Ramos |
| 2019 | Venezuela Sinfónica (Concierto realizado con apoyo de la OIM) | Buenos Aires, Anfiteatro Eva Perón del Parque Centenario | Enmanuel González, Jorge Castillo                | Isa Ramos, Israel Portillo |
| 2019 | Día Mundial del Refugiado (ACNUR)                             | Buenos Aires, Sala Sinfónica del CCK                     | Enmanuel González, Oneyde Puentes                | Isa Ramos, Eduardo Bosio, Celeste Serine |
| 2019 | Navidad Sin Fronteras                                         | Buenos Aires, Teatro Ópera                               | Enmanuel González                                | Isa Ramos, Francisco Candelario, Renny Peña, Elizabeth Padilla, José Esteban Zapata, Simón Condes, Juan Acurri, Steffania Uttaro                                                                                     |
| 2020 | Concierto con los Refugiados                                  | Buenos Aires, vía streaming                              | Enmanuel González                                | Pedro Aznar, Natalie Pérez, Connie Isla, Isa Ramos Esteban Zapata, Steffania Uttaro. |
| 2021 | El Principito Sinfónico                                       | Buenos Aires, Movistar Arena (Argentina)                 | Enmanuel González                                | Esteban Zapata, Osvaldo Laport, Steffania Uttaro, Mariano Magnifico, Sebastian Codega, Mike Zubi, Isa Ramos, Simón Condez, Marian Vazquez, Alejandro Gallo, Wanda Giacomo, María Jamroz, Nadeschda Díaz, Luz Grasso. |
| 2022 | Música para nuestro Hogar                                     | Buenos Aires, Teatro Coliseo                             | Enmanuel González                                | Esteban Zapata, Steffania Uttaro, Isa Ramos, Simón Condez, Marian Vazquez, Wanda Giacomo, Nadeschda Díaz. |
| 2022 | Concierto con los Refugiados                                  | Buenos Aires, Teatro Coliseo                             | Enmanuel González                                | Isa Ramos, Abel Pintos, Fabiana Cantilo, Juan Carlos Baglietto, Lito Vitale y Fernando Ruíz Díaz. |
| 2023 | Buenos Aires Celebra Venezuela                                | Buenos Aires, Av. de Mayo                                | Joram Betancourt                                 | Esteban Zapata, Wanda Giacomo, Nadeschda Díaz. |